# Zaire (canhoneira)
A Zaire foi uma canhoneira da marinha portuguesa.
A canhoneira foi construída em Inglaterra em 1884.  
Era uma canhoneira de ferro e madeira de 558 toneladas. 
Prestou serviço nas províncias ultramarinas de Angola, Moçambique, Índia, Guiné e Macau.
Em 1916 foi mandada passar ao estado de completo desarmamento . 

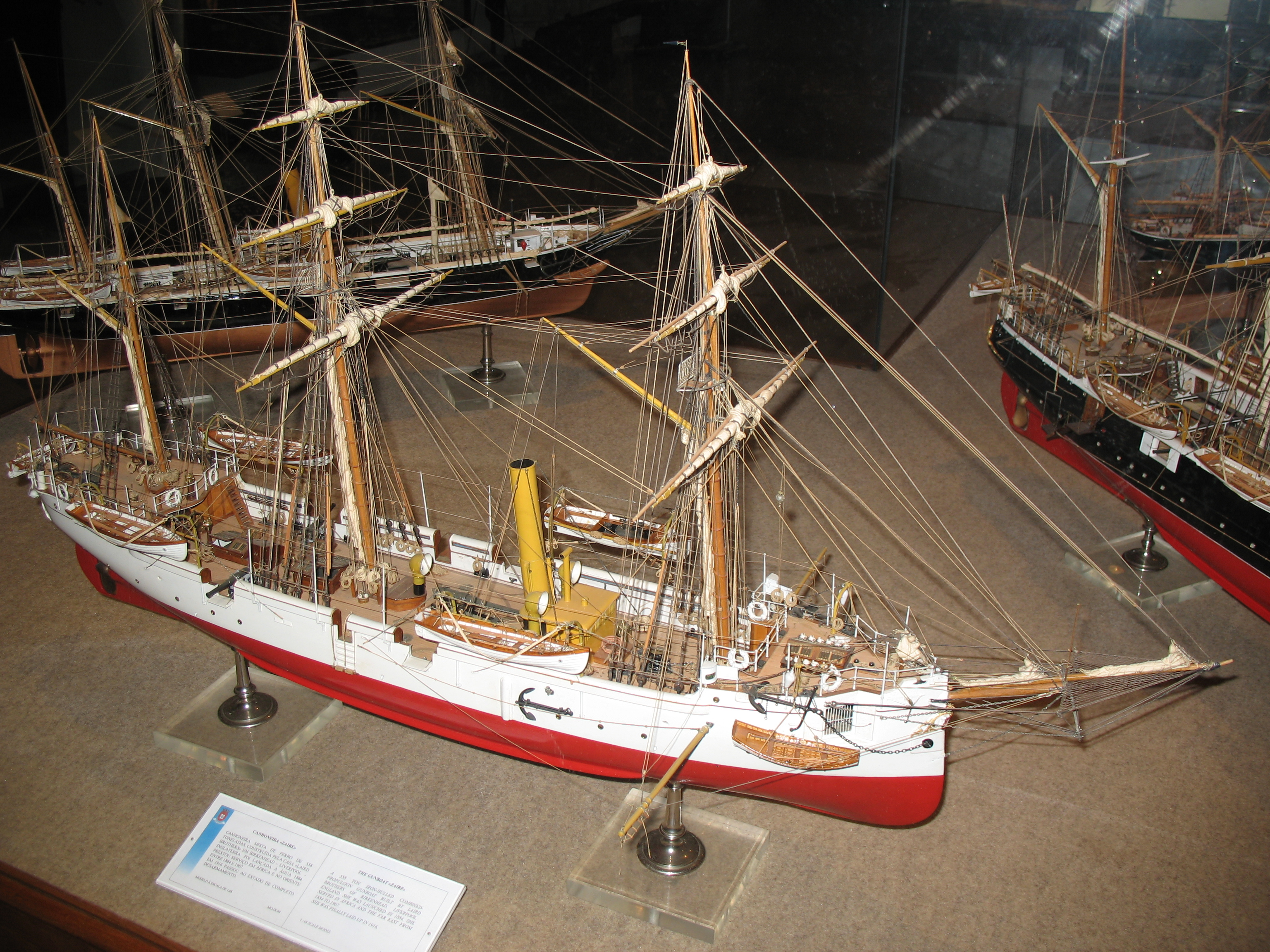